# Dapanera eidmanni
Dapanera eidmanni är en insektsart som beskrevs av Viktor von Ebner-Rofenstein 1943. Dapanera eidmanni ingår i släktet Dapanera och familjen vårtbitare. Inga underarter finns listade i Catalogue of Life.